# セカンド・ヴィジョン
セカンド・ヴィジョン（2nd Vision）は、どちらもソフト・マシーンの元メンバーであったギタリストのジョン・エサリッジとヴァイオリニストのリック・サンダースを含む、よく知られているイギリスのジャズ・ロック・バンドである。2006年にブループリント・レコード（ヴォイスプリント・グループ）から再リリースされたアルバム『ファースト・ステップス』をリリースした。
セカンド・ヴィジョンのルーツは、サンダースがキーボード奏者のデイヴ・ブリストーとドラマーのミッキー・バーカーを招き入れた1977年に種がまかれた。サンダースはバーミンガム時代に既に彼らと演奏しており、1977年8月にリバーサイド・ジャズ・フェスティバルでデビューしたサラウンディング・サイレンス (Surrounding Silence)という即興ユニットを結成していた。
エサリッジと元グリフォンのベーシストであるジョナサン・デイヴィーが加わった後、1979年5月に「20/20・ヴィジョン」と改名されたバンドは、アレクサンドラ宮殿で好評をもって迎えられたギグを行った。バンドは、すでにリチャード・トンプソン、ペンタングル、チーフタンズなどの代理人を務めていたジョー・ラスティグ（Jo Lustig）による管理契約を提供され、クリサリスとレーベル契約、1979年秋にデビューLPをレコーディングし、ジョン・キャメロンがプロデュースを担当した。このアルバムの素材は、サンダースまたはブリストーのいずれかによって作曲され、エサリッジが1曲、彼のソフト・マシーンでのソロ・アコースティックギター曲「Etika」の新バージョンを提供した。
「マハヴィシュヌやウェザー・リポートのような形式のジャズ・ロック・グループでした」とエサリッジは当時を語った。「私たちが作ったアルバムはとてもよくできたレコードでした。ヤマハ・CS-80を使用して行われたため、もちろん今では時代遅れに聞こえます。……しかし、私が作成したすべてのレコードの中で、制作が最も困難だったのがこのアルバムです。ギターにはとても満足していました。多くの時間を費やしましたし、それでとても幸せでした……しかし、これは1970年代後半のことでしたから、時代はすべてパンクやニュー・ウェイヴのものでした……」。
アルバムは、1980年5月7日から10日にハマースミスにあるロンドンのリバーサイド・スタジオでの4夜にわたる滞在と共に発表され、毎夜異なるゲスト（リチャード・トンプソン、ゴードン・ギルトラップ、ジェスロ・タルのデヴィッド・パーマー、ジューン・テイバー）がバンドに加わった。残念なことに、イギリスのすべての音楽紙が数週間ストライキを行っていたため、イベントの報道はほとんどなく、アルバムは売れなかった。
ベーシストのフレッド・ベイカーとドラマーのニック・トワイマン（1985年に彼の前任者であるバーカーはヘヴィメタル・バンドのマグナムへ参加している）を含む改編されたラインナップで、バンドを継続する試みがあった。1981年5月のエサリッジ / リック・サンダース・グループ、悲しいことにこれがスワンソング（バンドの終焉）となった。

## ディスコグラフィ

### スタジオ・アルバム
- 『ファースト・ステップス』 - First Steps (1980年、クリサリス)